# Krinitxanske
Krinitxanske (en ucraïnès: Криничанське, en rus: Криничанское, Krinitxanskoie, Червоногвардейское, Txervonogvardéiskoie) és una vila, un possiólok de l'óblast de Luhansk a Ucraïna, situada actualment a zona de la República Popular de Luhansk de Rússia. El 2019 tenia 1.338 habitants.